# Remanso
Remanso is een gemeente in de Braziliaanse deelstaat Bahia. De gemeente telt 39.705 inwoners (schatting 2009).

## Aangrenzende gemeenten
De gemeente grenst aan Campo Alegre de Lourdes, Casa Nova, Pilão Arcado, Sento Sé, Coronel José Dias (PI), Dirceu Arcoverde (PI) en Dom Inocêncio (PI).